# ING Bank Śląski
ING Bank Śląski — комерційний банк. У 2011 році банк займав 4 місце за обсягом активів серед банків Польщі.

## Історія
У 1989 в результаті виділення із складу Національного банку Польщі дев'яти комерційних банків був створений Bank Śląski. У 1998 році Bank Śląski спільно з ING Continental Europe Holdings створили компанію з управління пенсійними накопиченнями PTE Nationale-Nederlanden Polska. З 2001 року банк став називатися ING Bank Śląski.